# Poisson-papillon de Smith
Chaetodon smithi
Espèce
Statut de conservation UICN

 LC  : Préoccupation mineure
Le Poisson-papillon de Smith (Chaetodon smithi) est une espèce de poissons de la famille des Chaetodontidae.

## Sous-genre
Le poisson-papillon de Smith est un poisson-papillon qui fait partie du sous-genre Lepidochaetodon. En 1984, André Maugé et Roland Bauchot ont proposé d'affecter cette espèce à leur nouveau genre Heterochaetodon, ce qui donnerait comme nom scientifique pour ce poisson Heterochaetodon smithi.

## Morphologie
Cette espèce mesure jusqu'à 15 cm.
Sa coloration est noire sur la moitié avant, jaune sur la moitié arrière.

## Biologie et écologie
C'est un poisson qui vit le long des côtes rocheuses.

## Répartition
Le poisson-papillon de Smith se rencontre dans l'océan Pacifique (îles de Rapa et Pitcairn).